# IND Fulton Street Line
A Linha da Rua Fulton (IND), em inglês:  IND Fulton Street Line é uma das linhas de trânsito rápido do metrô de Nova Iorque. Foi inaugurada em 9 de abril de 1936 (88 anos). Esta linha é uma secção da rede ferroviária que é operada pelo IND (em inglês:  Independent Subway System), que é uma subdivisão da Divisão B do Metrô de Nova Iorque.